# Crucea-monument Domașnea

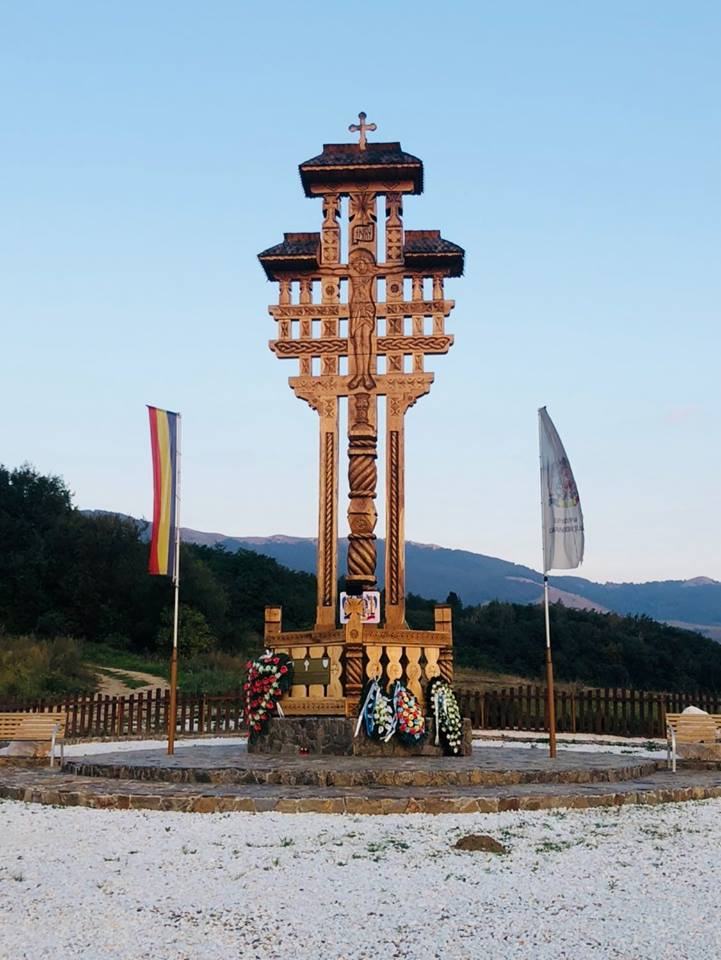
Crucea-monument de la Domașnea

Crucea-monument Domașnea este un monument ridicat în anul 2017, în memoria apărătorilor Ortodoxiei din Banat în perioada comunistă, situat la intrarea în comuna Domașnea din județul Caraș-Severin.

## Prezentare
În contextul Anului omagial al apărătorilor Ortodoxiei în timpul Comunismului, dar și a Zilei Armatei Române, în data de 25 octombrie 2017, Preasfințitul Părinte Lucian, Episcopul Caransebeșului, a oficiat slujba de sfințire a Monumentului apărătorilor Ortodoxiei din Banat în perioada comunistă, monument situat între cele două localități reprezentative ale Țării Banatului, Domașnea și Teregova, la Poarta Orientală, pe drumul roman și lângă drumul european, ce leagă Dierna de Tibiscum sau Orșova de Caransebeș.
Această Cruce-monument s-a ridicat în memoria tuturor eroilor și martirilor neamului românesc, care au căzut pentru libertatea, identitatea și demnitatea noastră, în toate locurile și în toate timpurile, și a fost inaugurată de Ziua Armatei Române, la 25 octombrie 2017. Acest monument s-a binecuvântat în Anul comemorativ, închinat de Biserica Ortodoxă Patriarhului Justinian Marina și tuturor apărătorilor și mărturisitorilor Ortodoxiei în Patriarhia Română, ca să-i cinstim și pe cei care au rezistat cu demnitate și verticalitate în timpul regimului comunist.
Preasfințitul Părinte Lucian, Episcopul Caransebeșului a precizat în cuvântul de învățătură, rostit la slujba de sfințire a monumentului: „De aceea, la Domașnea, la Teregova, la Poarta Orientală, vom veni și de Ziua Eroilor, Praznicul Înălțării Domnului, și de Ziua Armatei, precum și la alte zile însemnate din istoria poporului român ca să vărsăm o lacrimă și să rostim o rugăciune către Dumnezeul nostru, Domnul și Mântuitorul nostru, căci într-adevăr s-a spus și întărim că preoții au fost și vor rămâne cu Cruce în frunte, căci oastea nu e de altă religie și de altă confesiune. A fost, este și va rămâne Oastea Română, creștină și apărătoare a valorilor Bisericii strămoșești.”
La slujba de sfințire, au participat oficialități, autorități centrale județene, autorități locale, reprezentanți ai Armatei Române din cadrul Brigăzii 18 Cercetare și Supraveghere „Decebal” din Timișoara, preoți și credincioși, cu toții unindu-se în rugăciune pentru odihna și veșnica pomenire a apărătorilor Ortodoxiei din Banat în perioada comunistă și a tuturor eroilor neamului românesc, care s-au jertfit pentru libertatea și identitatea națiunii române.
Crucea-monument de la Domașnea reprezintă un deziderat împlinit al Episcopiei Caransebeșului și al credincioșilor de realizare a unui monument creștin închinat partizanilor bănățeni care, prin credință statornică, determinare și verticalitate spiritual-morală, au luptat, pentru Banat și pentru România, împotriva nedreptăților regimului comunist.